# مأموریت افغانستان
مأموریت افغانستان (لهستانی: Misja Afganistan) یک مجموعهٔ تلویزیونی جنگی لهستانی است که در سال ۲۰۱۲ منتشر شد.
این سریال توسط استودیو آکسون تهیه شده‌است و آماده‌سازی بازیگران برای ایفای نقش‌های نظامی‌شان، با همکاری افسران سابق یگان‌ نیروهای ویژهٔ یادوُو گرام و سربازان تیپ مکانیزه ۱۷ نیروهای مسلح لهستان صورت پذیرفته‌است که بازیگران در «رنگ» لباس نظامی آنها در سریال ظاهر می‌شوند.
مکان‌های فیلم‌برداری شامل پایگاه هوایی سی‌وسوم نیروی هوایی در پوویز، پادگان تیپ مکانیزه ۱۷ نیروهای مسلح لهستان، میندزیژچ، شوینتوشوو (میدان تیراندازی)، ورشو و پیخچین بود.
فیلم‌برداری قسمت اول سریال مابین ۱۸ تا ۲۶ اکتبر ۲۰۱۱ انجام شد، در حالی که ۱۲ قسمت باقیمانده بین ۲۷ آوریل ۲۰۱۲ تا ۱۷ سپتامبر ۲۰۱۲ فیلمبرداری و ساخته شد.

## گزیدهٔ بازیگران
- پاوئو ماواشینسکی
- ایلونا اوستروفسکا
- توماش شوخارت
- اریک لوبوس
- داوید زاوادزکی
- سباستیان فابیانسکی
- پیوتر روگوتسکی
- میکلای کراوچیک
- میروسواف هانیشفسکی
- ماوگوژاتا زایاژکوفسکا
- یولیا رسنوفسکا
- آنیتا سوکووفسکا
- گراژینا بوئنتسکا-کولسکا
- میخاو مِـیِر
- یولیا ویشینسکا
- مارک لواندوفسکی
- توماش بورکوفسکی
- یولیا گرنت-اسکات
- ماگدالنا بوچارسکا
- گابریلا اوبربک
- ماگدالنا پوانتا
- ایرنئوش چوپ
- آنتونینا خروشی
- بارتوش اُبوخوویچ
- ماریوش یاکوس
- وویچیخ چروینسکی
- ماچئی میکووایچیک
- دوبرومیر دیمتسکی
- داریوش شیاستاچ
- آنا ماتیشاک
- ساوا فاوکوفسکا